# Gitano Juárez
Miguel Antonio Juárez, (El Tala, 29 de septiembre de 1931-4 de marzo de 1982) , conocido como  el Gitano Juárez, fue un futbolista argentino. Desarrolló la mayor parte de su carrera en Rosario Central, club con el que está fuertemente identificado. También llevó adelante una carrera como entrenador.

## Trayectoria

### Como jugador

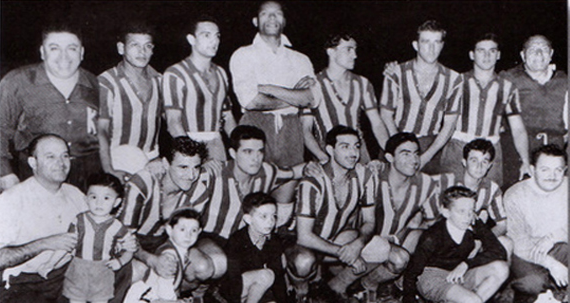
Rosario Central 1956. Parados: Cardoso, Biagioli, Ormeño, Álvarez, Poi, Ducca; hincados: Mottura, Sánchez, Juárez, Castro, Giménez.

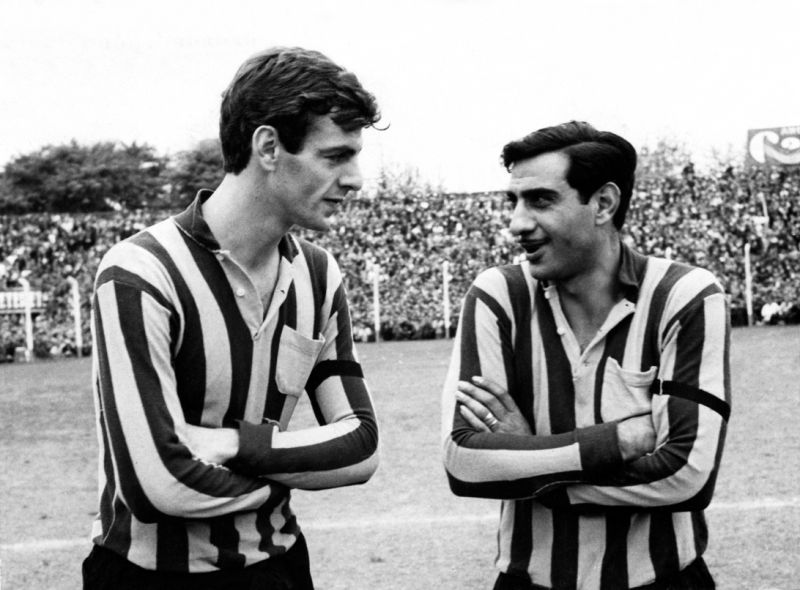
Aquí, Juárez acompañado por uno de sus grandes socios futbolísticos y amigo César Menotti.

Octavo hijo de un matrimonio sirio, Juárez dio sus primeros pasos en el fútbol en el Club Atlético Norte de Tucumán, mientras hacía el secundario. Luego jugó para el Club Correo y Telecomunicaciones Güemes de Salta, a la par que cumplía el servicio militar obligatorio. En 1955 llegó a Córdoba para estudiar Abogacía, pero se alistó en las filas de Belgrano y dejó sus estudios universitarios. Con el Pirata ganó la Liga Cordobesa de Fútbol de ese año y atrajo la atención de Rosario Central, que se lo llevó en 1956. Además en el club cordobés un compañero lo bautizó con el mote de Gitano, debido a sus facciones árabes.
En Arroyito jugó 183 partidos, marcando 73 goles. Debutó en un partido ante Gimnasia de La Plata, el 15 de abril de 1956, que finalizó 2-2. En 1957 y 1958 tuvo sus marcas más altas de goles (13 y 15 en cada año).  Entre 1961 y 1962 integró una recordada delantera con Menotti y el "Nene" Fernández, con quienes además forjó una gran amistad. Se destacó por ser un jugador de gran técnica, acompañado por buena presencia física, además de ser una persona afable que se granjeaba la simpatía de todos. Esto lo llevó a ser símbolo de una época en Central, habiendo disputado 9 temporadas con la camiseta canalla. El rival al que más le convirtió con la casaca auriazul fue Vélez Sarsfield, con 12 tantos, tres de ellos el 4 de diciembre de 1957 (triunfo 4-0) y cuatro el 14 de septiembre de 1959 en Liniers (victoria 5-3). Otros equipos que sufrieron sus goles en cantidad fueron Argentinos Juniors con 9 y Huracán con 8. Jugó 9 clásicos rosarinos, ganando 3, empatando 3 y perdiendo 3. Anotó dos goles ante Newell's, ambos en 1957. El primero el 9 de junio en el empate a uno en el Parque, el restante fue el tercero canalla en el triunfo 3-1 en Arroyito el 29 de septiembre. En la tabla de goleadores canallas por torneos de Primera División A de AFA, Juárez se ubica tercero, detrás de Mario Kempes y Edgardo Bauza; en la tabla de todos los tiempos (que encabeza Harry Hayes), se encuentra en el octavo puesto. Durante su larga estadía en la Academia fue convocado a la selección Argentina durante 1957, 1958 (por Guillermo Stábile) y 1963 (por José D'Amico). En 1965 vistió la casaca de Central Córdoba de Rosario, y al año siguiente pasó a Unión de Santa Fe, integrando el plantel que consiguió el primer ascenso a Primera División del Tatengue, aunque sólo disputó 5 partidos, ya que se resintió de una vieja lesión y se retiró de la práctica del fútbol. En un gesto que lo enaltece, devolvió al club santafesino el concepto cobrado por la prima de su contrato.

### Como entrenador
El Gitano hizo sus primeras armas como director técnico en Central Córdoba (1968). Luego continuó en Deportivo Español, Newell's (94 partidos), Juventud Antoniana, Belgrano, Colón, Huracán (67 encuentros), Platense e Independiente. En 1975, mientras comenzaba su ciclo al frente de la Selección Argentina, Menotti convocó a Juárez para que trabaje con él, llegando a ser el entrenador del equipo durante un torneo amistoso disputado en México.
Su fallecimiento se produjo por un paro cardíaco, unas pocas horas después de haber compartido una cena con su gran amigo, el Nene Fernández.

## Selección nacional

### Como jugador
Tuvo su debut con la albiceleste el 9 de abril de 1957, en el Estadio Nacional de Lima. Fue triunfo argentino ante Perú 4-1, y Juárez convirtió el 2-0 parcial al minuto 55, habiendo ingresado al reinicio del juego en lugar de Antonio Angelillo. El técnico argentino era Guillermo Stábile. Integró el plantel de la Selección Argentina de fútbol campeón del Campeonato Sudamericano 1957, conocido como los "Carasucias", aunque no jugó ningún encuentro en el torneo. Además marcó el gol de la victoria ante Brasil en el debut de Pelé, por la Copa Roca 1957, partido disputado en el Maracaná. Fue preseleccionado para integrar el plantel que disputó la Copa del Mundo Suecia 1958, aunque no quedó en la lista definitiva.  Volvió a ser convocado en 1963 por el entrenador José D'Amico, para disputar la Copa Rosa Chevallier Boutell ante el seleccionado de Paraguay, el 15 de octubre, en el que fue su último partido internacional.

#### Participaciones en la Selección
| Instancia                         | Sede          | Resultado | PJ | Goles |
| --------------------------------- | ------------- | --------- | -- | ----- |
| Amistosos 1957-58                 | Sin sede fija | N/C       | 3  | 1     |
| Campeonato Sudamericano 1957      | Perú          | Campeón   | 0  | 0     |
| Copa Roca 1957                    | Brasil        | Perdedor  | 2  | 1     |
| Copa Rosa Chevallier Boutell 1963 | Paraguay      | Campeón   | 1  | 0     |

### Como entrenador
Durante su carrera como entrenador, formó parte de los primeros meses del ciclo de Menotti al frente de la Selección, llegando a dirigir al equipo en un torneo amistoso disputado en México en 1975, resultando subcampeón.

#### Partidos como entrenador en laCopa Ciudad de México 1975
| Fecha                | Estadio | Rival          | Resultado |
| -------------------- | ------- | -------------- | --------- |
| 21 de agosto de 1975 | Azteca  | Estados Unidos | 6-0       |
| 28 de agosto de 1975 | Azteca  | Costa Rica     | 2-0       |
| 31 de agosto de 1975 | Azteca  | México         | 1-1       |

## Clubes

### Como jugador
| Club                                        | País      | Año       |
| ------------------------------------------- | --------- | --------- |
| Atlético Norte (Tucumán)                    | Argentina | 1947-1952 |
| Correos y Telecomunicaciones Güemes (Metán) | Argentina | 1953      |
| Atlético Norte (Tucumán)                    | Argentina | 1954      |
| Belgrano                                    | Argentina | 1955      |
| Rosario Central                             | Argentina | 1956-1964 |
| Central Córdoba (R)                         | Argentina | 1965      |
| Unión (SF)                                  | Argentina | 1966      |

### Como entrenador
| Club                | País      | Año       |
| ------------------- | --------- | --------- |
| Central Córdoba (R) | Argentina | 1968      |
| Deportivo Español   | Argentina | 1969      |
| Platense            | Argentina | 1969      |
| Newell's Old Boys   | Argentina | 1970-1972 |
| Juventud Antoniana  | Argentina | 1973      |
| Belgrano            | Argentina | 1974      |
| Colón               | Argentina | 1974-1975 |
| Huracán             | Argentina | 1975-1977 |
| Platense            | Argentina | 1977      |
| Newell's Old Boys   | Argentina | 1978      |
| Colón               | Argentina | 1978-1980 |
| Independiente       | Argentina | 1980-1981 |

## Palmarés

### Como jugador

#### Torneos internacionales
| Título                  | Equipo                 | Sede | Año  |
| ----------------------- | ---------------------- | ---- | ---- |
| Campeonato Sudamericano | Selección de Argentina | Perú | 1957 |

#### Torneos nacionales
| Título    | Equipo     | País      | Año  |
| --------- | ---------- | --------- | ---- |
| Primera B | Unión (SF) | Argentina | 1966 |

#### Torneos regionales
| Título                   | Equipo   | Provincia | Año  |
| ------------------------ | -------- | --------- | ---- |
| Liga Cordobesa de Fútbol | Belgrano | Córdoba   | 1955 |